# Ladnjavärri
Ladnjavärri är en kulle i Finland.   Den ligger i den ekonomiska regionen Norra Lappland och landskapet Lappland, i den norra delen av landet, 1 000 km norr om huvudstaden Helsingfors. Toppen på Ladnjavärri är 260 meter över havet.
Terrängen runt Ladnjavärri är lite kuperad.  Trakten runt Ladnjavärri är nära nog obefolkad, med mindre än två invånare per kvadratkilometer.